# Józef Potocki
Józef Potocki, född 1673, död den 17 maj 1751, var en polsk greve och militär. 
Efter att i inledningsskedet av stora nordiska kriget ha stött kung August övergick han senare med sin släkt till Karl XII:s sida. Han uttalade sig 1704 avgjort för Stanislaus Leszczynski i manifestet Causæ, quæ moneant Rempublicam ad ineundam confiderationem et ineundam colligationem cum Suecis. Potocki anförde med framgång flera strövkårer, slog sachsarna vid Jaroslav 1705 och litauerna vid Olita 1706, men är känd för att han under inledningsfasen av slaget vid Kalisz 1706 avvek med sina polska trupper och lämnade svenskarna ensamma kvar på slagfältet, vilket i hög grad bidrog till det svenska nederlaget. I oktober 1709 begav han sig till Karl XII i Bender och tjänade honom sedermera i diplomatiska beskickningar.